# Clarence Sparks McKee
Clarence Sparks McKee CBE ED CD, kanadski general, * 1893, † 1975.

## Življenjepis
McKee je leta 1913 vstopil v vojaško službo; aktivno je služil med prvo (1917-19) in med drugo svetnovno vojno (1939-45). V slednji je bil glavni komunikacijski častnik 1. kanadske pehotne divizije (1941-42) in 1. kanadskega korpusa (1943-45).
Poleg tega pa je bil aktiven jahač (predavatelj konjeništva in tekmovanja čistokrvnih konj, eden od vodilnih članov jahaške zveze, avtor pravilnika konjeniških tekmovanj,...), odvetnik (1923-39), polkovnik-komandant Kraljevega kanadskega korpusa komunikacij, borzni posrednik (1945-49),...